# 한울도서관
한울도서관은 경기도 파주시 소재의 시립도서관이다.

## 연혁
- 2018년 12월 13일 한울도서관 개관

## 시설현황
- 지하1층: 종합자료실, 어린이자료실, 사무실, 서고, 기계실

## 이용 안내
이용 시간
- 하절기: 평일 09:00~19:00 / 주말 09:00~18:00
- 동절기: 매일 09:00~18:00

휴관일
- 매월 2째, 4째, 5째주 월요일
- 정부지정공휴일 (일요일 제외)
- 임시휴관일(도서관 사정상 휴관이 필요한 경우)

이용 시간
휴관일
정기휴관일: 매월 둘째, 넷째, 다섯째주 월요일
법정 공휴일: 일요일을 제외한 법정 공휴일
임시 휴관일: 도서관의 장서점검 및 도서정리, 시설의 수리 등 도서관장이 필요하다고 인정할 때
다섯 째주 월요일은 열람실만 개방